# クリス・マレーロ
クリストファー・マレーロ（Christopher "Chris" Marrero、1988年7月2日 - ）は、アメリカ合衆国フロリダ州マイアミ出身の元プロ野球選手（外野手・内野手）。右投右打。愛称は「ネネ」。
日本プロ野球公式戦通算10万号本塁打を記録した。

## 経歴

### MLB時代
モンシニョール・エドワード・ペース高校から、2006年のMLBドラフト1巡目（全体15位）でワシントン・ナショナルズから指名を受け、プロ入りを果たした。高校時代のチームメイトにはジオ・ゴンザレスがいる。
5年間のマイナーリーグ生活を経て、2011年にメジャー初昇格。8月27日にメジャーデビューを果たし、この年は31試合で打率.248、0本塁打、10打点を記録した。
2012年は再びマイナーで過ごした。
2013年に再びメジャー昇格を果たすものの、8試合の出場に留まった。オフの10月にナショナルズから放出された。
その後は暫くメジャーに昇格することができず、2013年12月にボルチモア・オリオールズ、2015年は当初独立リーグでプレーしていたが、6月にシカゴ・ホワイトソックス、同2015年8月にボストン・レッドソックスといずれもマイナー契約。主に3Aでプレーし、2016年にはレッドソックス傘下の3Aポータケットで、23本塁打を打ちインターナショナルリーグ本塁打王になると共に、同年の3AオールスターゲームではMVPを受賞した。

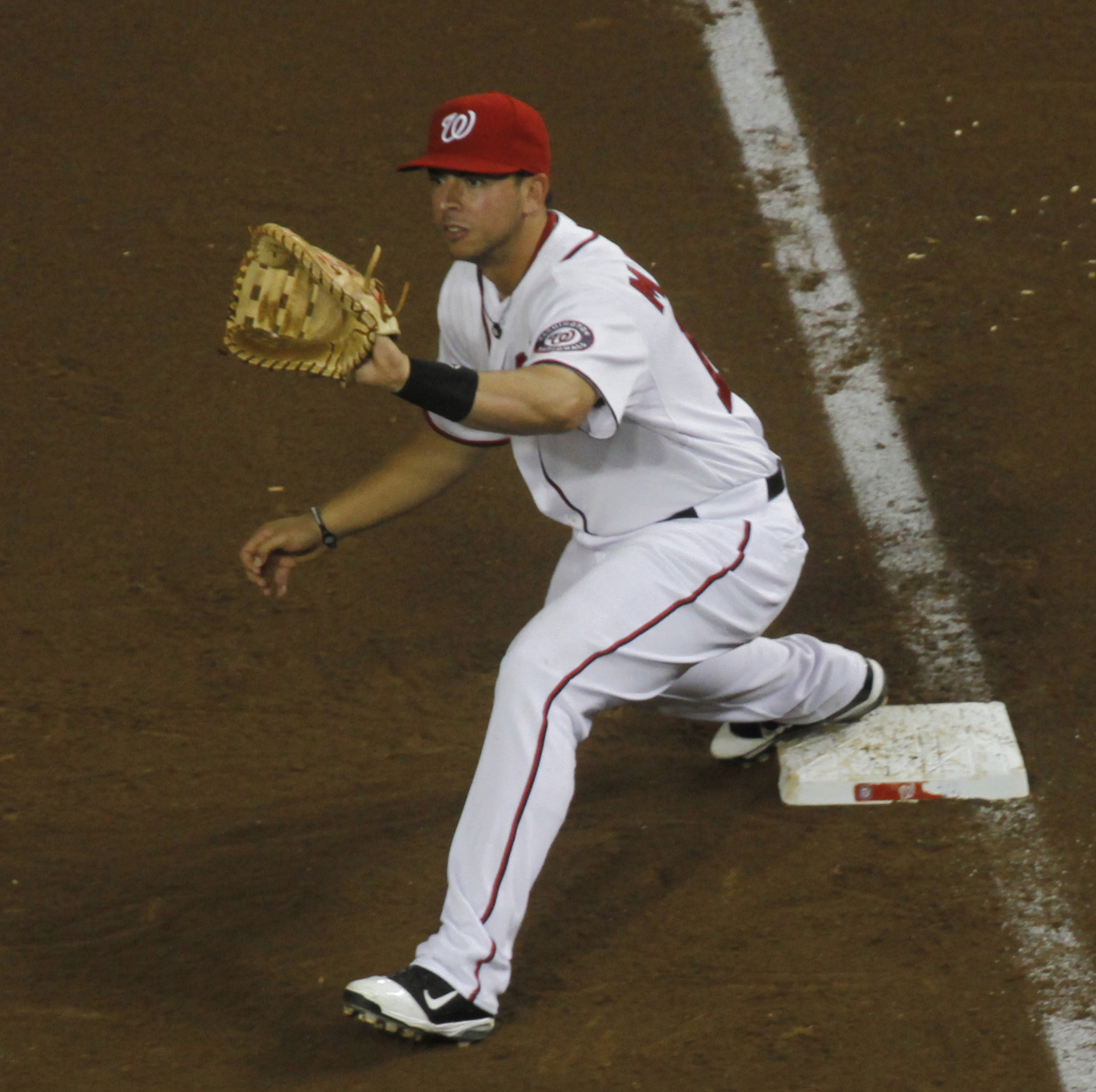
ナショナルズ時代（2011年）

2016年11月10日、サンフランシスコ・ジャイアンツとマイナー契約。
2017年はジャイアンツの開幕ロースターに名を連ね、4月14日のロッキーズ戦でタイラー・アンダーソンからメジャー初本塁打を記録したが、4月24日に戦力外通告（DFA）となり、傘下の3Aサクラメント・リバーキャッツ所属となった。

### オリックス時代
2017年5月30日に、NPBのオリックス・バファローズとの間で、同年シーズン終了までの契約を結んだことが発表された。推定年俸は40万ドルで、背番号は12。
入団後は、6月9日の対中日ドラゴンズ戦（京セラドーム大阪）に、「1番・右翼手」として先発出場し、NPB公式戦デビュー。5回裏無死一塁で迎えた第3打席で、小笠原慎之介から中堅スタンドへ飛球を放ったため、いったん本塁打と判定された。しかし、中日の捕手松井雅人からの指摘で本塁の空過が判明。審判団による協議の末に、本塁打の判定が取り消される代わりに、三塁打と（一塁走者・若月健矢の得点による）打点1が記録された。この空過については、三塁線近くでマレーロへのハイタッチを試みたバファローズのマスコット・バファローベルとの接触によって、マレーロの走路が変わったことが一因とされている（→幻の本塁打一覧）。しかし、翌10日の同カード4回裏の第2打席で、柳裕也から公式記録上のNPB初本塁打を記録した。NPBの一軍公式戦において、ベースの空過が原因で本塁打を取り消された打者が翌日の試合に本塁打を打った事例は、1958年に一塁の空過で本塁打を取り消された長嶋茂雄（読売ジャイアンツ）以来59年ぶり2例目。外国人選手および、公式戦の初本塁打としては初めてであった。以降の試合では、主に1番・6番・7番打者を任されていたが、打撃の好調を背景に8月上旬からクリーンアップに定着。シーズン終盤の9月には、球団との間で翌2018年シーズンの契約を結んだ。9月13日の対福岡ソフトバンクホークス戦（福岡ヤフオク!ドーム）では、自身初の3打席連続本塁打をリック・バンデンハークから記録。この活躍によって、オリックス戦では2015年の初登板以来9連勝中、本拠地の登板では14連勝中だったバンデンハークに初めて黒星を付けた。さらに、9月29日の対千葉ロッテマリーンズ戦（ZOZOマリンスタジアム）では、6回表の第3打席で、成田翔から19号2点本塁打を記録。この本塁打がNPB公式戦通算10万号本塁打であったため、NPBから賞金100万円が贈られた。一軍公式戦全体では、シーズン途中からの入団にもかかわらず、出場試合数（82）と同じ数の安打、20本塁打、3割近い打率（.290）を記録した。
2018年には、レギュラーシーズンの開幕直後から、一軍の公式戦で本塁打を量産。4月にパシフィック・リーグの本塁打数で一時トップに立つと、5月中旬までにチームトップの8本塁打を放った。打率が2割前後にとどまっていたため、同月14日に出場選手登録を抹消されたが、6月3日の対読売ジャイアンツ戦（京セラドーム大阪）から「4番・一塁手」として一軍に復帰。同点で迎えた8回裏の第4打席で二塁打を放つと、6番打者ステフェン・ロメロの適時安打で決勝のホームを踏んだことによって、パシフィック・リーグ加盟球団のセ・パ交流戦通算1000勝達成に貢献した。一軍公式戦全体では、2年連続で2桁（11）本塁打を記録する一方で、打率が.201と低迷。シーズン中に出場選手登録を5度も抹消された影響で、途中入団の前年を下回る68試合の出場にとどまったばかりか、9月以降は出場の機会がなかった。それでも、シーズン終了後の11月26日には、1年契約でチームに残留することが球団から発表された。
2019年は43試合と出場機会を減らし、同年限りで退団した。

## 選手としての特徴・人物
兄のクリスチャン・マレーロ、叔父のイーライ・マレーロ、従兄弟のデベン・マレーロもプロ野球選手。奇しくもデベンも、アリゾナ・ダイヤモンドバックスの三塁手として出場した2018年4月15日の対ロサンゼルス・ドジャース戦（ドジャースタジアム）において、4回表一死一・二塁の打席で左中間へ本塁打を放ちながら判定によって本塁打を取り消された。本塁打がライナー性の打球だったことから、一塁へ帰塁中の一塁走者を一塁付近で一瞬だけ追い越したところ、ドジャース側のチャレンジ要求によるリプレー検証の末に審判団から二塁でのアウトを宣告されたためである（記録上は2点適時打）。2017年にオリックス、2018年にダイヤモンドバックスへ所属した平野佳寿は、日米を通じて2年連続で同じ親族が本塁打が取り消された瞬間をチームメイトとして目撃している。
オリックスへの入団記者会見には、マレーロの3歳年下で、アメリカ時代から交際中の大学院生が婚約者として同伴。マレーロとの交際のいきさつを話したり、マレーロとのツーショット撮影に応じたりするなど、新入団選手のお披露目の場としては異例のやり取りが展開された。マレーロ自身も、NPB公式戦10万号本塁打を打った直後のコメントで、2017年のシーズン終了後にこの婚約者と結婚することを公言した。
アメリカ球界時代から、外野手として登録されながら、試合で一塁を守ることも多い。
オリックスへの入団後は、デビュー戦で本塁の空過によってNPB初本塁打を取り消されたことから、本塁打を打つたびに両足で念入りに本塁を踏んでいる。球団でも、以上のエピソードにちなんだデザインの「本塁踏み忘れTシャツ」を公式グッズとして販売。本塁を踏み外したデザインを胸側、本塁を両足で踏んだデザインを背中側に施していて、球団直売店「B-WAVE」の神戸店で初回生産分が発売開始1時間で売り切れるほどの人気を博した。NPB公式戦通算10万号本塁打の記念会見の際には、マレーロ本人が「本塁踏み忘れTシャツ」を着用して会見を行った。
NPB公式戦通算10万号の本塁打を記録した2017年のロッテ戦（前述）では、チームメイトのT-岡田が当該打席の21分前（5回表）に9万9,999号目の本塁打を打ったことを受けて、自身が10万号を打つことをチームメイトに予告していたという。もっとも、マレーロのNPB初本塁打が自身のミスによって取り消されていなければ、T-岡田の本塁打が10万号目になっていた可能性はあった。 T-岡田は試合後に、マレーロに贈られる予定の賞金100万円について、自身との間で50万円ずつ折半することを冗談交じりでマレーロに提案。これに対して、マレーロは笑いながら、「たぶん折半しない」という返答で提案を固辞した。そこで、オリックス球団ではT-岡田に対して、9万9,999円の賞金を贈ることを決定。2017年10月7日の授与式では、マレーロが目録のプレゼンターを務めた。
オリックス2年目の2018年4月15日に「7番・指名打者」として出場した対日本ハム戦（ほっともっとフィールド神戸）では、5回裏の第2打席で二塁打を放って出塁すると、9番打者・若月の右前安打で三塁走者の伏見寅威に続いて本塁へ突入。右翼手・松本剛から捕手・清水優心への好返球をかいくぐる格好で、清水のミットの手前で左足をわずかに浮かせると、左足から本塁へ滑り込んだ。このようなマレーロのプレーに対して、球審の嶋田哲也はセーフと判定。滑り込んだタイミングが完全なアウトとみなされたことから、日本ハム側はこの年からNPBに導入されたリクエスト制度の活用によって審判団に当該プレーのリプレー検証を求めたが、検証後も判定は覆らずにオリックスの得点が認められた。このプレーでマレーロの左足が「神（の）足」との評価を得るに至ったため、球団では前述した「踏み忘れTシャツ」に続いて、2018年6月上旬以降に「神の足Tシャツ」を公式グッズとして発売することを決めた。
2018年4月30日のソフトバンク戦で駅員のアナウンス風のスタメン発表をしたお笑いトリオのななめ45°の岡安章介に「ホームの踏み忘れにはご注意ください」とアナウンスされ、外野席から笑いが起こった。

## 詳細情報

### 年度別打撃成績
| 年 度    | 球 団      | 試 合 | 打 席 | 打 数 | 得 点 | 安 打 | 二 塁 打 | 三 塁 打 | 本 塁 打 | 塁 打 | 打 点 | 盗 塁 | 盗 塁 死 | 犠 打 | 犠 飛 | 四 球 | 敬 遠 | 死 球 | 三 振 | 併 殺 打 | 打 率 | 出 塁 率 | 長 打 率 | O P S |
| -------- | ---------- | ----- | ----- | ----- | ----- | ----- | -------- | -------- | -------- | ----- | ----- | ----- | -------- | ----- | ----- | ----- | ----- | ----- | ----- | -------- | ----- | -------- | -------- | ----- |
| 2011     | WSH        | 31    | 117   | 109   | 6     | 27    | 5        | 0        | 0        | 32    | 10    | 0     | 0        | 0     | 3     | 4     | 0     | 1     | 27    | 1        | .248  | .274     | .294     | .568  |
| 2013     | WSH        | 8     | 16    | 16    | 0     | 2     | 0        | 0        | 0        | 2     | 1     | 0     | 0        | 0     | 0     | 0     | 0     | 0     | 4     | 0        | .125  | .125     | .125     | .250  |
| 2017     | SF         | 15    | 41    | 38    | 2     | 5     | 0        | 0        | 1        | 8     | 5     | 0     | 0        | 0     | 1     | 2     | 0     | 0     | 9     | 4        | .132  | .171     | .211     | .382  |
| 2017     | オリックス | 82    | 319   | 283   | 39    | 82    | 15       | 1        | 20       | 159   | 50    | 1     | 0        | 0     | 2     | 29    | 1     | 5     | 84    | 6        | .290  | .364     | .562     | .925  |
| 2018     | オリックス | 68    | 245   | 219   | 22    | 44    | 12       | 1        | 11       | 91    | 26    | 1     | 0        | 0     | 1     | 24    | 0     | 1     | 68    | 5        | .201  | .282     | .416     | .697  |
| 2019     | オリックス | 43    | 133   | 123   | 8     | 26    | 7        | 0        | 2        | 39    | 14    | 0     | 0        | 0     | 2     | 7     | 0     | 1     | 35    | 5        | .211  | .256     | .317     | .573  |
| MLB：3年 | MLB：3年   | 54    | 174   | 163   | 8     | 34    | 5        | 0        | 1        | 42    | 16    | 0     | 0        | 0     | 4     | 6     | 0     | 1     | 40    | 5        | .209  | .236     | .258     | .494  |
| NPB：3年 | NPB：3年   | 193   | 697   | 625   | 69    | 152   | 34       | 2        | 33       | 289   | 90    | 2     | 0        | 0     | 5     | 60    | 1     | 7     | 187   | 16       | .243  | .314     | .462     | .777  |

- 2020年度シーズン終了時

### 年度別守備成績
| 年 度 | 球 団      | 一塁（1B） | 一塁（1B） | 一塁（1B） | 一塁（1B） | 一塁（1B） | 一塁（1B） | 左翼（LF） | 左翼（LF） | 左翼（LF） | 左翼（LF） | 左翼（LF） | 左翼（LF） | 外野  | 外野  | 外野  | 外野  | 外野  | 外野     |
| 年 度 | 球 団      | 試 合      | 刺 殺      | 補 殺      | 失 策      | 併 殺      | 守 備 率   | 試 合      | 刺 殺      | 補 殺      | 失 策      | 併 殺      | 守 備 率   | 試 合 | 刺 殺 | 補 殺 | 失 策 | 併 殺 | 守 備 率 |
| ----- | ---------- | ---------- | ---------- | ---------- | ---------- | ---------- | ---------- | ---------- | ---------- | ---------- | ---------- | ---------- | ---------- | ----- | ----- | ----- | ----- | ----- | -------- |
| 2011  | WSH        | 31         | 253        | 14         | 2          | 17         | .993       | -          | -          | -          | -          | -          | -          | -     | -     | -     | -     | -     | -        |
| 2013  | WSH        | 3          | 12         | 2          | 0          | 1          | 1.000      | -          | -          | -          | -          | -          | -          | -     | -     | -     | -     | -     | -        |
| 2017  | SF         | -          | -          | -          | -          | -          | -          | 12         | 14         | 0          | 0          | 0          | 1.000      | -     | -     | -     | -     | -     | -        |
| 2017  | オリックス | 46         | 350        | 17         | 3          | 22         | .992       | -          | -          | -          | -          | -          | -          | 3     | 1     | 0     | 0     | 0     | 1.000    |
| 2018  | オリックス | 26         | 196        | 14         | 0          | 15         | 1.000      | -          | -          | -          | -          | -          | -          | -     | -     | -     | -     | -     | -        |
| 2019  | オリックス | 27         | 190        | 13         | 2          | 18         | .990       | -          | -          | -          | -          | -          | -          | -     | -     | -     | -     | -     | -        |
| MLB   | MLB        | 34         | 265        | 16         | 2          | 18         | .993       | 12         | 14         | 0          | 0          | 0          | 1.000      | -     | -     | -     | -     | -     | -        |
| NPB   | NPB        | 99         | 786        | 44         | 5          | 55         | .994       | -          | -          | -          | -          | -          | -          | 3     | 1     | 0     | 0     | 0     | 1.000    |

- 2020年度シーズン終了時

### 記録

#### NPB
初記録
- 初出場・初先発出場：2017年6月9日、対中日ドラゴンズ1回戦（京セラドーム大阪）、1番・右翼手で先発出場
- 初打席：同上、1回裏に小笠原慎之介から空振り三振
- 初安打・初打点：同上、5回裏に小笠原から中越適時三塁打
- 初本塁打：2017年6月10日、対中日ドラゴンズ2回戦（京セラドーム大阪）、4回裏に柳裕也から左越ソロ
- 初盗塁：2017年7月9日、対千葉ロッテマリーンズ14回戦（京セラドーム大阪）、3回裏に二盗（投手：石川歩、捕手：田村龍弘）

その他の記録
- 日本プロ野球通算100,000号本塁打：2017年9月29日、対千葉ロッテマリーンズ24回戦（千葉マリンスタジアム）、6回表に成田翔から左越2ラン

### 背番号
- 14 （2011年、2013年）
- 49 （2017年 - 同年途中）
- 12 （2017年途中 - 2019年）